# Sócrates
Sócrates (em grego:  Σωκράτης, AFI: [sɔːkrátɛːs], transl. Sōkrátēs; Alópece, c. 470 a.C. – Atenas, 399 a.C.) foi um filósofo ateniense do período clássico da Grécia Antiga. Creditado como um dos fundadores da filosofia ocidental, é até hoje uma figura enigmática, conhecida principalmente através dos relatos em obras de escritores que viveram mais tarde, especialmente dois de seus alunos, Platão e Xenofonte, bem como pelas peças teatrais de seu contemporâneo Aristófanes. Muitos defendem que os diálogos de Platão seriam o relato mais abrangente de Sócrates a ter perdurado da Antiguidade aos dias de hoje.
Através de sua representação nos diálogos de seus estudantes, Sócrates tornou-se renomado por sua contribuição no campo da ética, e é este Sócrates platônico que legou seu nome a conceitos como a ironia socrática e o método socrático (elenchus). Este permanece até hoje a ser uma ferramenta comumente utilizada numa ampla gama de discussões, e consiste de um tipo peculiar de pedagogia no qual uma série de questões são feitas, não apenas para obter respostas específicas, mas para encorajar também uma compreensão clara e fundamental do assunto sendo discutido. Foi o Sócrates de Platão que fez contribuições importantes e duradouras aos campos da epistemologia e da lógica, e a influência de suas ideias e de seu método continuam a ser importantes alicerces para boa parte dos filósofos ocidentais que se seguiram a ele.
Nas palavras do filósofo britânico Martin Cohen, Platão, o idealista, oferece "um ídolo, a figura de um mestre, para a filosofia. Um santo, um profeta do 'Deus-Sol', um professor condenado por seus ensinamentos como herege.".

## Biografia

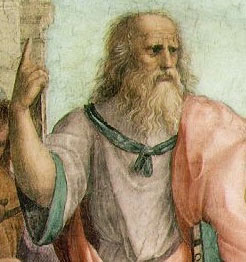
Platão, discípulo de Sócrates e um dos mais influentes filósofos até os dias de hoje. É através de seus diálogos que se pode saber sobre a vida de Sócrates.

Detalhes sobre a vida de Sócrates derivam de três fontes contemporâneas: os diálogos de Platão, as peças de Aristófanes e os diálogos de Xenofonte. Não há evidência de que Sócrates tenha ele mesmo publicado alguma obra. Alguns autores defendem que ele não deixou nada escrito pois, além de na sua época a transmissão do saber ser feita, essencialmente, pela via oral, Sócrates assumia-se como alguém que sabe que nada sabe. Assim, para ele, a escrita fecharia o conhecimento, deixando-o de forma acabada, amarrando o seu autor ao estrito contexto de afirmações inamovíveis: se essas afirmações contemplam o erro, a escrita não só o perpetua como garante a sua transmissão.
As obras de Aristófanes retratam Sócrates como um personagem cômico e sua representação não deve ser levada ao pé da letra.

### Vida
Filho de Sofronisco, um escultor, e Fainarete, uma parteira, Sócrates nasceu em Alopece, Ática.

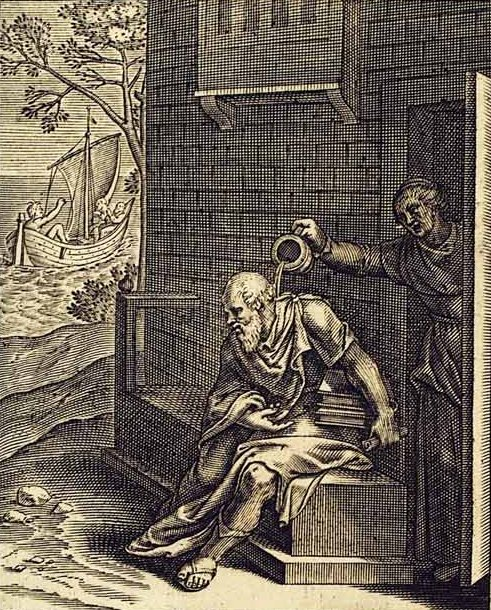
Ilustração (do anno 1607) retratando Xântipe esvaziando um pote sobre Sócrates.

Durante sua infância, ajudou seu pai no ofício de escultor. Porém, muitas vezes, seus amigos zombavam da sua incapacidade de trabalhar o mármore. Mesmo quando aparecia uma oportunidade de ajudar o seu pai, sempre acabava atrapalhando. Seu destino foi apontado, pelo próprio Oráculo de Delfos, como o de ser um grande educador,[carece de fontes?] mas foi somente por influência da sua mãe que ele pôde descobrir sua verdadeira vocação.
Sócrates foi casado com Xântipe, que era bem mais jovem que ele, e teve com ela um filho, Lamprocles. Porém, segundo Aristóteles e seu discípulo Aristóxenes, Sócrates teria tido outra esposa, Mirto, com quem teve os filhos Sofronisco e Menexêno. Segundo relato posterior de Diógenes Laércio, ela teria sido a segunda esposa e era filha de Aristides, o Justo. Sátiro e Jerônimo de Rodes, também citados por Diógenes Laércio, dizem que, pela falta de homens em Atenas, era permitido a um ateniense casado ter filhos com outra mulher, e que Sócrates teria tido Xântipe e Mirto ao mesmo tempo. Armand D'Angour argumenta que Mirto fora na verdade a primeira esposa de Sócrates, conforme evidenciado pela sua omissão nos relatos de Xenofonte e Platão, que eram jovens quando encontraram com um Sócrates em idade adulta avançada e nem a teriam conhecido.
Seu amigo Críton criticou-o por ter abandonado seus filhos quando se recusou a tentar fugir para evitar sua execução. Este fato mostra que ele (assim como outros discípulos) não teria entendido a mensagem que Sócrates passa sobre a morte (diálogo Fédon).
Em certas ocasiões, parava o que quer que estivesse fazendo, ficava imóvel por horas, meditando sobre algum problema. Certa vez o fez descalço sobre a neve, segundo os escritos de Platão, o que demonstra seu caráter lendário.
Cláudio Eliano lista Sócrates como um dos grandes homens que gostavam de brincar com crianças: uma vez, Alcibíades surpreendeu Sócrates brincando com seu filho Lamprocles.

### Vocação

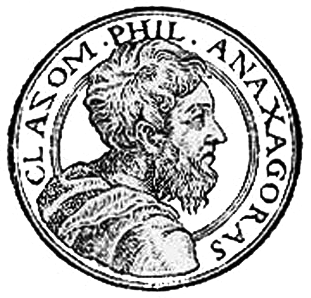
Anaxágoras, um dos professores de Sócrates.

Conta-se que, um dia, Sócrates foi levado junto à sua mãe para ajudar em um parto complicado. Vendo sua mãe realizar o trabalho, Sócrates logo filosofou: Minha mãe não irá criar o bebê, apenas ajudá-lo-á a nascer e tentará diminuir a dor do parto. Ao mesmo tempo, se ela não tirar o bebê, logo ele irá morrer, e igualmente a mãe morrerá!
Sócrates concluiu, então, que, de certa forma, ele também era um parteiro. O conhecimento está dentro das pessoas (que são capazes de aprender por si mesmas). Porém, eu posso ajudar no nascimento deste conhecimento. Concluiu ele. Por isso, até hoje os ensinamentos de Sócrates são conhecidos por maiêutica (que significa parteira em grego).
Assim, logo sua vocação falou mais alto e ele partiu para aprender filosofia, vindo a ser discípulo dos filósofos Anaxágoras e Arquelau. Seu talento logo chamou a atenção. Tanto que foi chamado pela Pítia (sacerdotisa do templo de Apolo, em Delfos, na Antiga Grécia) de o mais sábio de todos os homens!.

### Trabalho
Não se sabe ao certo qual o trabalho de Sócrates, se é que ele teve outro além da filosofia. De acordo com algumas fontes, Sócrates aprendeu a profissão de oleiro com seu pai. Na obra de Xenofonte, Sócrates aparece declarando que se dedicava àquilo que ele considerava a arte ou ocupação mais importante: maiêutica, o parto das ideias. A maiêutica socrática funcionava a partir de dois momentos essenciais: um primeiro em que Sócrates levava os seus interlocutores a pôr em causa as suas próprias concepções e teorias acerca de algum assunto; e um segundo momento em que conduzia os interlocutores a uma nova perspectiva acerca do tema em abordagem. Daí que a maiêutica consistisse num autêntico parto de ideias, pois, mediante o questionamento dos seus interlocutores, Sócrates levava-os a colocar em causa os seus preconceitos acerca de determinado assunto, conduzindo-os a novas ideias acerca do tema em discussão, reconhecendo, assim, a sua ignorância e gerando novas ideias, mais próximas da verdade.[carece de fontes?]

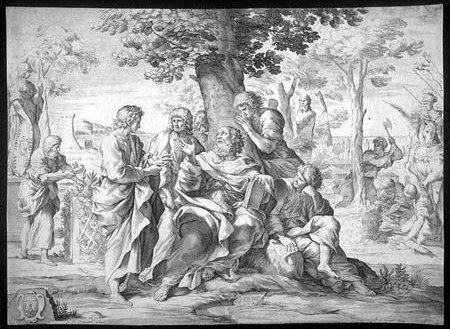
Sócrates e seus alunos, de Johann Friedrich Greuter (obra datada do século XVII).

Sócrates defendia que deve-se sempre dar mais ênfase à procura do que não se sabe, do que transmitir o que se julga saber, privilegiando a investigação permanente.
Sócrates tinha o hábito de debater e dialogar com as pessoas de sua cidade. Ao contrário de seus predecessores, ele não fundou uma escola, preferindo também realizar seu trabalho em locais públicos (principalmente nas praças públicas e ginásios), agindo de forma descontraída e descompromissada, dialogando com todas as pessoas, o que fascinava jovens, mulheres e políticos de sua época.
Platão afirma que Sócrates não recebia pagamento por suas aulas. Sua pobreza era prova de que não era um sofista.
Várias fontes, inclusive os Diálogos de Platão, mencionam que Sócrates tinha servido ao exército em várias batalhas. Na Apologia de Sócrates, Sócrates compara seu período no serviço militar a seus problemas no tribunal, e diz que qualquer pessoa no júri que imagine que ele deveria se retirar da filosofia deveria também imaginar que os soldados devessem bater em retirada quando era provável que pudessem morrer em uma batalha. Estrabão conta que, após uma derrota ateniense em que Sócrates e Xenofonte haviam perdido seus cavalos, Sócrates encontrou Xenofonte caído no chão, e carregou-o por vários estádios, até que a batalha terminou.

### Do julgamento à morte

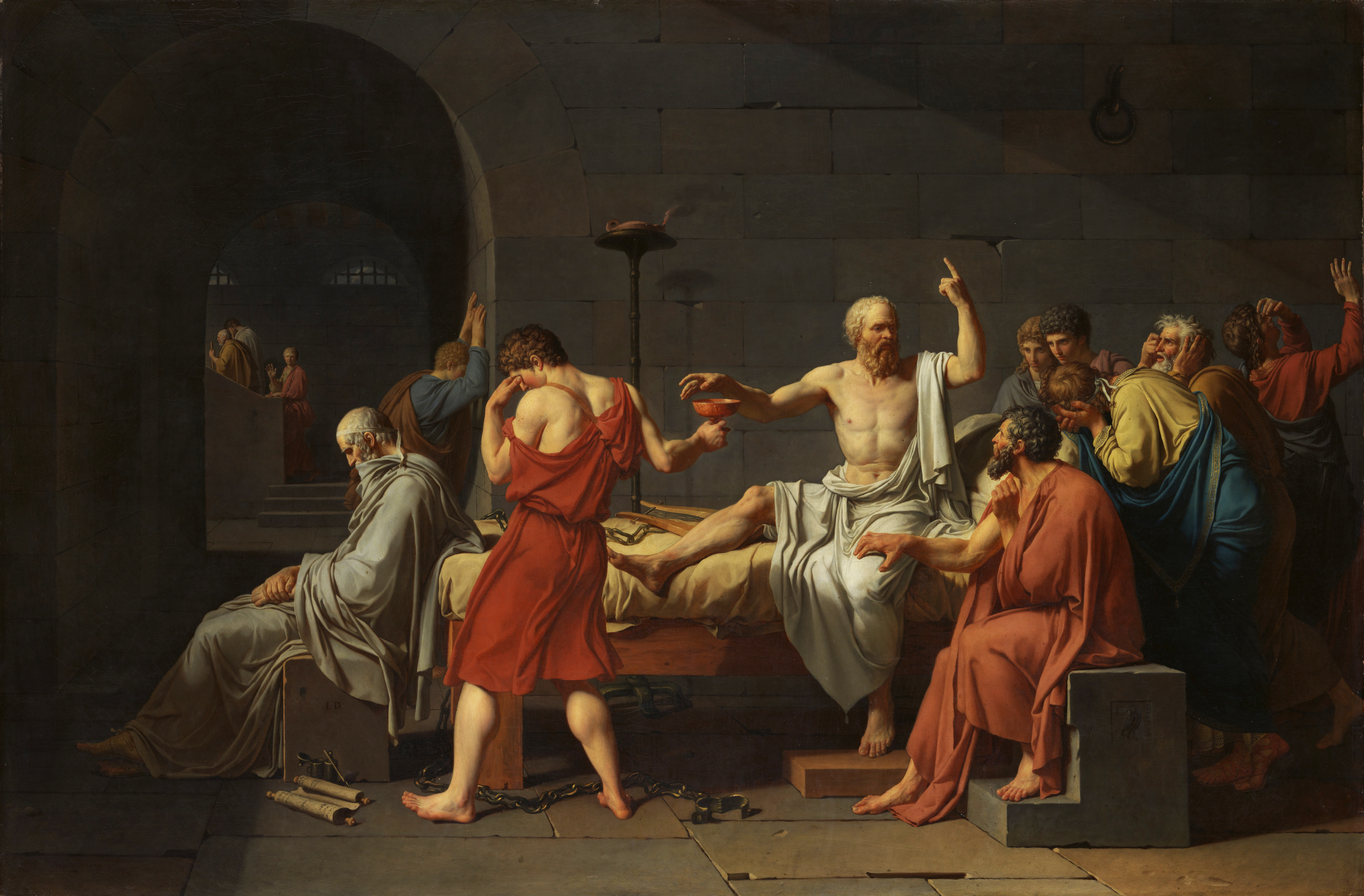
"A Morte de Sócrates", por Jacques-Louis David (1787)

O julgamento e a execução de Sócrates são eventos centrais da obra de Platão (Apologia e Críton). Sócrates admitiu que poderia ter evitado sua condenação a morte, bebendo antes o veneno chamado cicuta, se tivesse desistido da vida justa. Mesmo depois de sua condenação, ele poderia ter evitado sua morte se tivesse escapado com a ajuda de amigos.
Platão considerou que Sócrates foi condenado por questões evidentemente políticas. Por seu lado, Xenofonte atribuiu a acusação a Sócrates a um fato de ordem pessoal, pelo desejo de vingança. O propósito não era a morte de Sócrates mas sim afastá-lo de Atenas e, se isso não ocorreu, deveu-se à genialidade obstinada de Sócrates, que não abriu mão de seus postulados filosóficos nem mesmo para salvar a própria vida.

#### Julgamento
Tão logo as ideias de Sócrates foram se espalhando pela cidade, ele ganhava mais e mais discípulos.
Assim,  pensavam eles: Como um homem poderia ensinar de graça e pregar que não se precisavam de professores como eles?. E mais: Eles não concordavam com os pensamentos de Sócrates, que dizia que para se acreditar em algo, era preciso verificar se aquilo realmente era verdade.
Logo, Sócrates começou a fazer vários inimigos, assim causando uma grande intriga.
Mas eis que a guerra do Peloponeso estourou, todos os homens entre 15 e 45 anos de idade foram enviados para lutar. Sócrates, pela sua habilidade de fazer as pessoas o seguirem, foi escolhido então como um dos generais.
Ao final da guerra, com a intenção de salvar os poucos soldados que estavam vivos, Sócrates ordena que todos voltem rapidamente para Atenas, mas deixassem os mortos no campo de batalha - contrariando uma lei que obrigava o general a enterrar todos os seus soldados mortos, ou morrer tentando. Assim, ao chegar, ele é preso.
Usando toda a sua capacidade de persuasão, Sócrates consegue convencer a todos de que era melhor deixar alguns mortos do que morrerem todos, uma vez que se todos morressem, ninguém poderia enterrá-los. Desta forma, ele consegue a liberdade.
Ficou livre por mais 30 anos, quando foi preso novamente, acusado de 3 crimes:
1- Não acreditar nos costumes e nos deuses gregos;
2- Unir-se a deuses malignos que gostam de destruir as cidades;
3- Corromper jovens com suas ideias.
Os acusadores foram: Ânito, Meleto e Lícon.
- Anito - era considerado um líder democrático, pois atuou junto a Trasíbulo na reconquista democrática de Atenas contra o regime oligárquico dos Trinta Tiranos, no entanto, feriu um dos principais pilares da Democracia Ateniense, o julgamento, pois subornou um júri dez anos antes de acusar Sócrates.[18] Ele representava a classe dos políticos, sendo um homem rico filho de um pai que subiu economicamente de classe social, através do trabalho como curtidor de couro (que Sócrates comenta em Mênon 90a). Portanto, ele também representava os interesses do setor de manufatura, sendo poderoso e influente e considerado o grande manipulador do proceso de Sócrates.[19] Na antiguidade, circulava um discurso chamado  Acusação de Sócrates, escrito por Polícrates, onde alguns autores antigos acreditavam ter sido a acusação de Anito contra Sócrates.[20]
- Meleto  - era um poeta trágico novo e desconhecido. Foi o acusador oficial, porém nada exigia que ele como acusador oficial fosse o mais respeitável, hábil ou temível, mas somente aquele que assinava a acusação. Representava a classe dos poetas e adivinhos.
- Lícon - Pouco se sabe de Lícon. Era um retórico obscuro e o seu nome teve pouca importância e autoridade no decorrer da condenação de Sócrates. Representava a classe dos oradores e professores de retórica. Talvez Lícon pretendesse a condenação de Sócrates, devido ao seu filho ter-se deixado corromper moralmente, filosoficamente e sexualmente por Callias, e Callias era um associado de Sócrates.[16]

Estas 3 acusações foram assim proferidas por Meleto:
"...Sócrates é culpado do crime de não reconhecer os deuses reconhecidos pelo Estado e de introduzir divindades novas; ele é ainda culpado de corromper a juventude. Castigo pedido: a morte"

#### Condenação
Dada, a ele, a chance de se defender destas acusações, Sócrates mostra toda a sua capacidade de pensamento.
Em sua defesa, ele mostra que as acusações eram contraditórias, questionando: Como posso não acreditar nos deuses e ao mesmo tempo me unir a eles?.
Mesmo assim, o tribunal, constituído por 501 cidadãos, o condenou. Mas não à morte, pois sabiam que se o condenassem à morte, milhares de jovens iriam se revoltar. Condenaram-no a se exilar para sempre, ou a lhe ser cortada a língua, impossibilitando-o assim de ensinar aos demais. Caso se negasse, ele seria morto.
Após receber sua sentença, Sócrates proferiu:
- Vocês me deixam a escolha entre duas coisas: uma que eu sei ser horrível, que é viver sem poder passar meus conhecimentos adiante. A outra, que eu não conheço, que é a morte ... escolho pois o desconhecido!

#### Morte
| “ | Mas eis a hora de partir: eu para a morte, vós para a vida. Quem de nós segue o melhor rumo, ninguém o sabe, exceto os deuses. | ” |

Ao se dirigir aos atenienses que o julgaram, Sócrates disse que lhes era grato e que os amava, mas que obedeceria antes aos deuses do que a eles, pois, enquanto tivesse um sopro de vida, poderiam estar seguros de que não deixaria de filosofar, tendo, como sua única preocupação, andar pelas ruas a fim de persuadir seus concidadãos, moços e velhos, a não se preocupar nem com o corpo nem com a fortuna tão apaixonadamente quanto com a alma, a fim de torná-la tão boa quanto possível.[carece de fontes?]

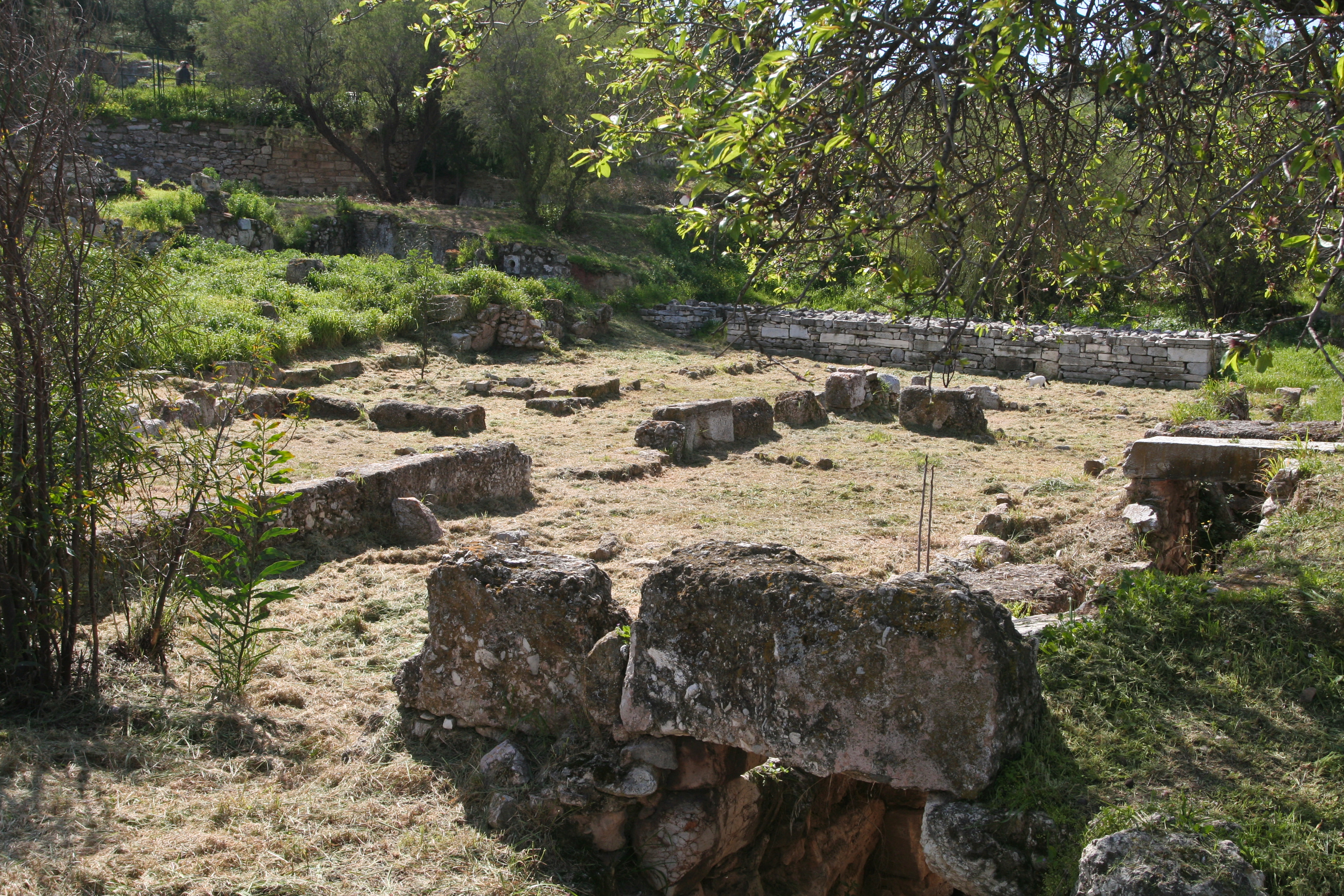
Local onde Sócrates ficou preso antes de morrer

Sócrates, então, deixou o tribunal e foi para a prisão. Como existia uma lei que exigia que nenhuma execução acontecesse durante a viagem votiva de um navio sagrado a Delos, Sócrates ficou a ferros por 30 dias, sob custódia de onze magistrados encarregados em Atenas da polícia e da administração penitenciária.
Durante estes 30 dias, ele recebeu os seus amigos e conversou com eles. Declarando não querer absolutamente desobedecer às leis da pátria, Sócrates recusava a ajuda dos amigos para fugir. E passou o tempo preparando-se para o passo extremo em palestras espirituais com os amigos.
Chegado o momento da execução, pouco antes de beber o veneno, Sócrates, de forma irônica e sarcástica (como de costume), proferiu suas últimas palavras:
| “ | Críton, somos devedores de um galo a Asclépio; pois bem, pagai a minha dívida. Pensai nisso! | ” |

Após essas palavras, Sócrates bebeu a cicuta (Conium maculatum) e, diante dos amigos, aos 70 anos, morreu por envenenamento.
Platão, no seu livro Fédon, assim narrou a morte de seu mestre:

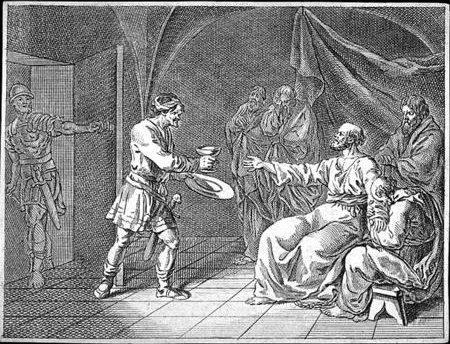
"A morte de Sócrates"ː desenho de Daniel Chodowiecki (1726-1801)

| “ | Depois de assim falar, levou a taça aos lábios e, com toda a naturalidade, sem vacilar um nada, bebeu até à última gota. Até esse momento, quase todos tínhamos conseguido reter as lágrimas; porém quando o vimos beber, e que havia bebido tudo, ninguém mais aguentou. Eu também não me contive: chorei à lágrima viva. Cobrindo a cabeça, lastimei o meu infortúnio; sim, não era por desgraça que eu chorava, mas a minha própria sorte, por ver de que espécie de amigo me veria privado. Critão levantou-se antes de mim, por não poder reter as lágrimas. Apolodoro, que, desde o começo, não havia parado de chorar, pôs-se a urrar, comovendo, seu pranto e lamentações, até o íntimo de todos os presentes, com exceção do próprio Sócrates. - Que é isso, gente incompreensível? Perguntou. Mandei sair as mulheres, para evitar esses exageros. Sempre soube que só se deve morrer com palavras de bom agouro. Acalmai-vos! Sede homens! Ouvindo-o falar dessa maneira, sentimo-nos envergonhados e paramos de chorar. E ele, sem deixar de andar, ao sentir as pernas pesadas, deitou-se de costas, como recomendara o homem do veneno. Este, a intervalos, apalpava-lhe os pés e as pernas. Depois, apertando com mais força os pés, perguntou se sentia alguma coisa. Respondeu que não. De seguida, sem deixar de comprimir-lhe a perna, do artelho para cima, mostrou-nos que começava a ficar frio e a enrijecer. Apalpando-o mais uma vez, declarou-nos que no momento em que aquilo chegasse ao coração, ele partiria. Já se lhe tinha esfriado quase todo o baixo-ventre, quando, descobrindo o rosto – pois o havia tapado antes – disse, e foram suas últimas palavras: - Critão (exclamou ele), devemos um galo a Asclépio. Não te esqueças de saldar essa dívida! "Assim farei!", respondeu Critão. Vê se queres dizer mais alguma coisa. A essa pergunta, já não respondeu. Decorrido mais algum tempo, deu um estremeção. O homem o descobriu; tinha o olhar parado. Percebendo isso, Critão fechou-lhe os olhos e a boca. Tal foi o fim do nosso amigo, Equécrates, do homem, podemos afirmá-lo, que entre todos os que nos foi dado conhecer, era o melhor e também o mais sábio e mais justo. | ” |

No Fédon, Sócrates dá razões para crer na imortalidade. Quando Sócrates foi condenado à morte, comentou, alegremente, que, no outro mundo, poderia fazer perguntas eternamente sem ser condenado a morrer, porque era imortal.

## Ruptura e legado

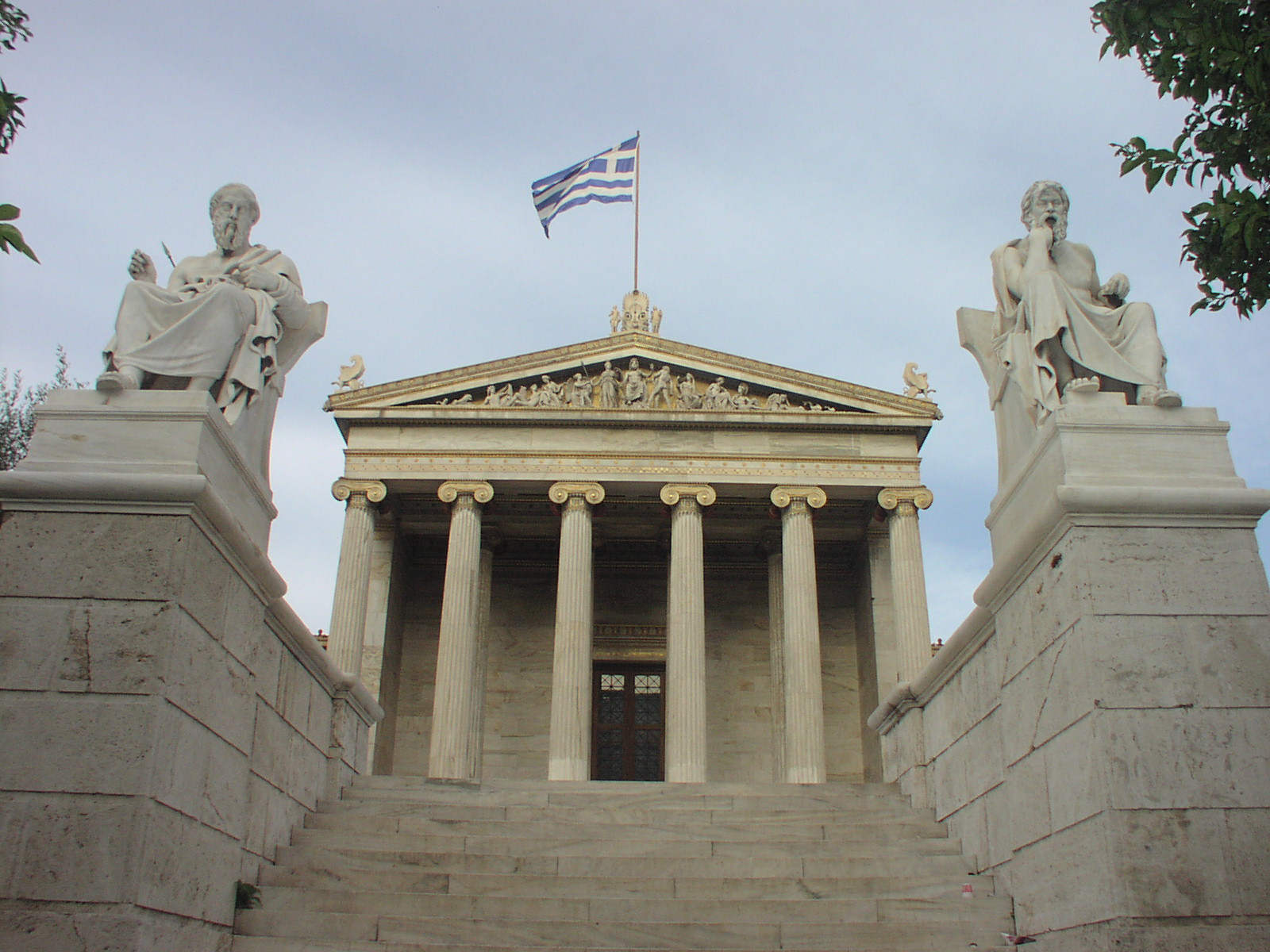
Sócrates (à direita) é homenageado juntamente com Platão, na entrada da moderna Academia de Atenas, de 1926.

Sócrates provocou uma ruptura sem precedentes na história da Filosofia grega, por isso ela passou a considerar os filósofos entre pré-socráticos e pós-socráticos. Enquanto os filósofos pré-Socráticos, chamados de naturalistas, procuravam responder a questões do tipo: "O que é a natureza ou o fundamento último das coisas?" Sócrates, por sua vez, procurava responder à questão: "O que é a natureza ou a realidade última do homem?".
Os sofistas, grupo de filósofos (título negado por Platão) originários de várias cidades, viajavam pelas pólis, onde discursavam em público e ensinavam suas artes, como a retórica, em troca de pagamento. Sócrates se assemelhava exteriormente a eles, exceto no pensamento. Platão afirma que Sócrates não recebia pagamento por suas aulas. Sua pobreza era prova de que não era um sofista. Para os sofistas, tudo deveria ser avaliado segundo os interesses do homem e da forma como este vê a realidade social (subjetividade), segundo a máxima de Protágoras :"O homem é a medida de todas as coisas, das coisas que são, enquanto são, das coisas que não são, enquanto não são.". Isso significa que, segundo essa corrente de pensamento, as regras morais, as posições políticas e os relacionamentos sociais deveriam ser guiados conforme a conveniência individual. Para este fim, qualquer pessoa poderia se valer de um discurso convincente, mesmo que falso ou sem conteúdo. Os sofistas usavam, de fato, complicados jogos de palavras, no discurso para demonstrar a verdade daquilo que se pretendia alcançar. Este tipo de argumento ganhou o nome de sofisma.
Em resumo, a sofística destruía os fundamentos de todo conhecimento, já que tudo seria relativo (relativismo) e os valores seriam subjetivos, assim como impedia o estabelecimento de um conjunto de normas de comportamento que garantissem os mesmos direitos para todos os cidadãos da pólis. Tanto quanto os sofistas, Sócrates abandonou a preocupação em explicar e se concentrou no problema do homem. No entanto, contrariamente aos sofistas, Sócrates travou uma polêmica profunda com estes, pois procurava um fundamento último para as interrogações humanas ("O que é o bem?" "O que é a virtude? "O que é a justiça?); enquanto os sofistas situavam as suas reflexões a partir dos dados empíricos, o sensório imediato, sem se preocupar com a investigação de uma essência da virtude, da justiça do bem etc., a partir da qual a própria realidade empírica pudesse ser avaliada.
Sócrates contribuiu para que as pessoas se apercebessem da descoberta da evidência que é a manifestação do mestre interior à alma. Conhecer-se a si mesmo seria conhecer Deus em si.
Aquilo que colocou Sócrates em destaque foi o seu método, e não tanto as suas doutrinas. Sócrates baseava-se na argumentação, insistindo que só se descobre a verdade pelo uso da razão. O seu legado reside sobretudo na sua convicção inabalável de que mesmo as questões mais abstratas admitem uma análise racional.

### Filosofia

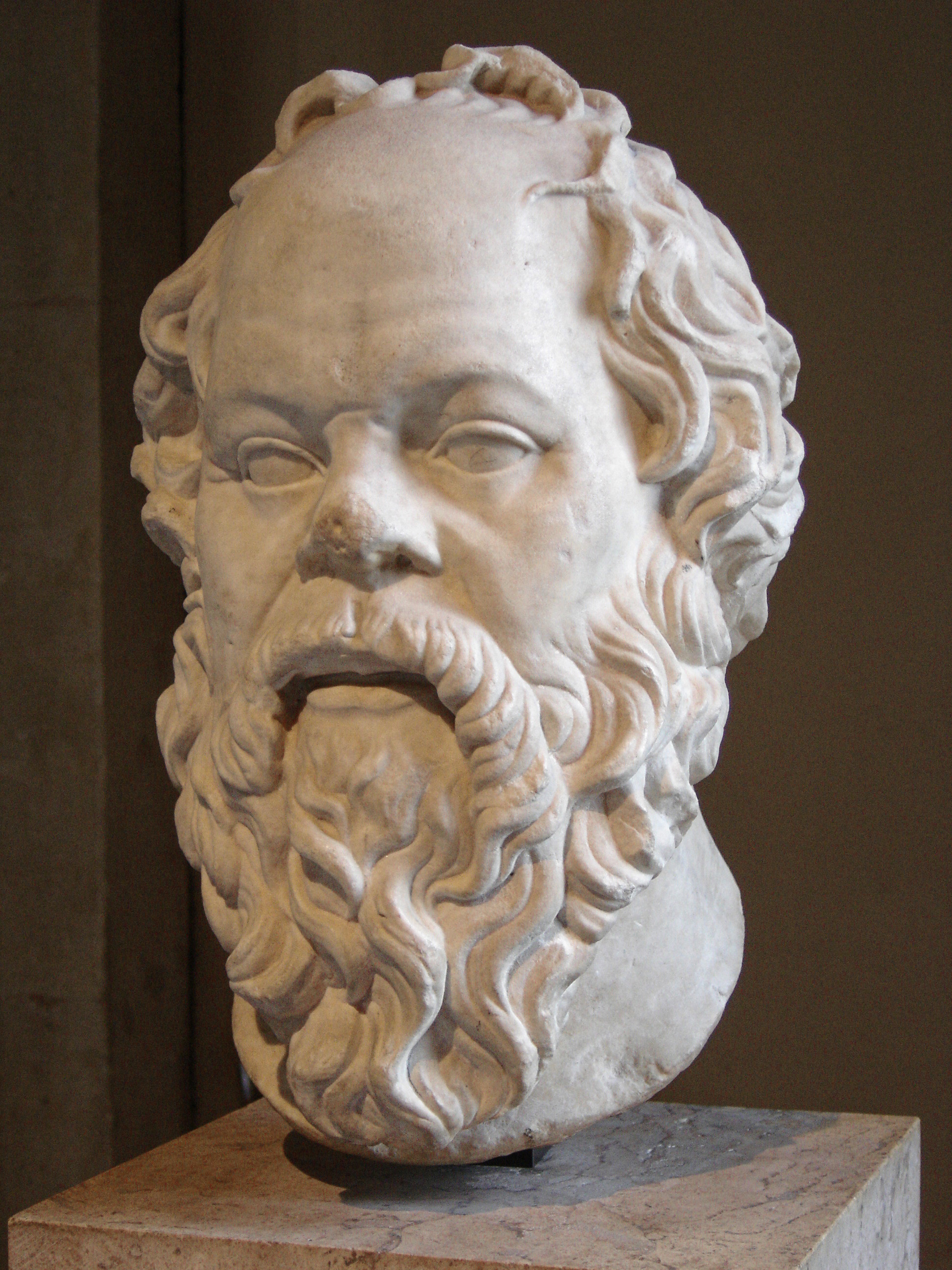
Cabeça de Sócrates. Museu do Louvre.

O seu pensamento desenvolveu-se de 3 grandes ideias:

a) a crítica aos sofistas;

b) a arte de perguntar; 

c) a consciência do Homem.

#### Método Socrático
O método socrático consiste em uma técnica de investigação filosófica, que faz uso de perguntas simples e quase ingênuas que têm, por objetivo, em primeiro lugar, revelar as contradições presentes na atual forma de pensar do aluno, normalmente baseadas em valores e preconceitos da sociedade, e  auxiliá-lo assim a redefinir tais valores, aprendendo a pensar por si mesmo.

#### Ideias filosóficas
As crenças de Sócrates, em comparação às de Platão, são difíceis de discernir. Há poucas diferenças entre as duas ideias filosóficas. Consequentemente, diferenciar as crenças filosóficas de Sócrates, Platão e Xenofonte é uma tarefa difícil e deve-se sempre lembrar que o que é atribuído a Sócrates pode refletir o pensamento dos outros autores.
Se algo pode ser dito sobre as ideias de Sócrates, é que ele foi moralmente, intelectualmente e filosoficamente diferente de seus contemporâneos atenienses. Quando estava sendo julgado por heresia e por corromper a juventude, usou seu método de elenchos para demonstrar as crenças errôneas de seus julgadores. Sócrates acreditava na imortalidade da alma e que teria recebido, em um certo momento de sua vida, uma missão especial do deus Apolo Apologia, a defesa do logos apolíneo "conhece-te a ti mesmo".
Sócrates também duvidava da ideia sofista de que a arete (virtude) podia ser ensinada para as pessoas. Acreditava que a excelência moral é uma questão de inspiração e não de parentesco, pois pais moralmente perfeitos não tinham filhos semelhantes a eles. Isso talvez tenha sido a causa de não ter se importado muito com o futuro de seus próprios filhos. Sócrates frequentemente dizia que suas ideias não eram próprias, mas de seus mestres, entre eles Pródico e Anaxágoras de Clazômenas.

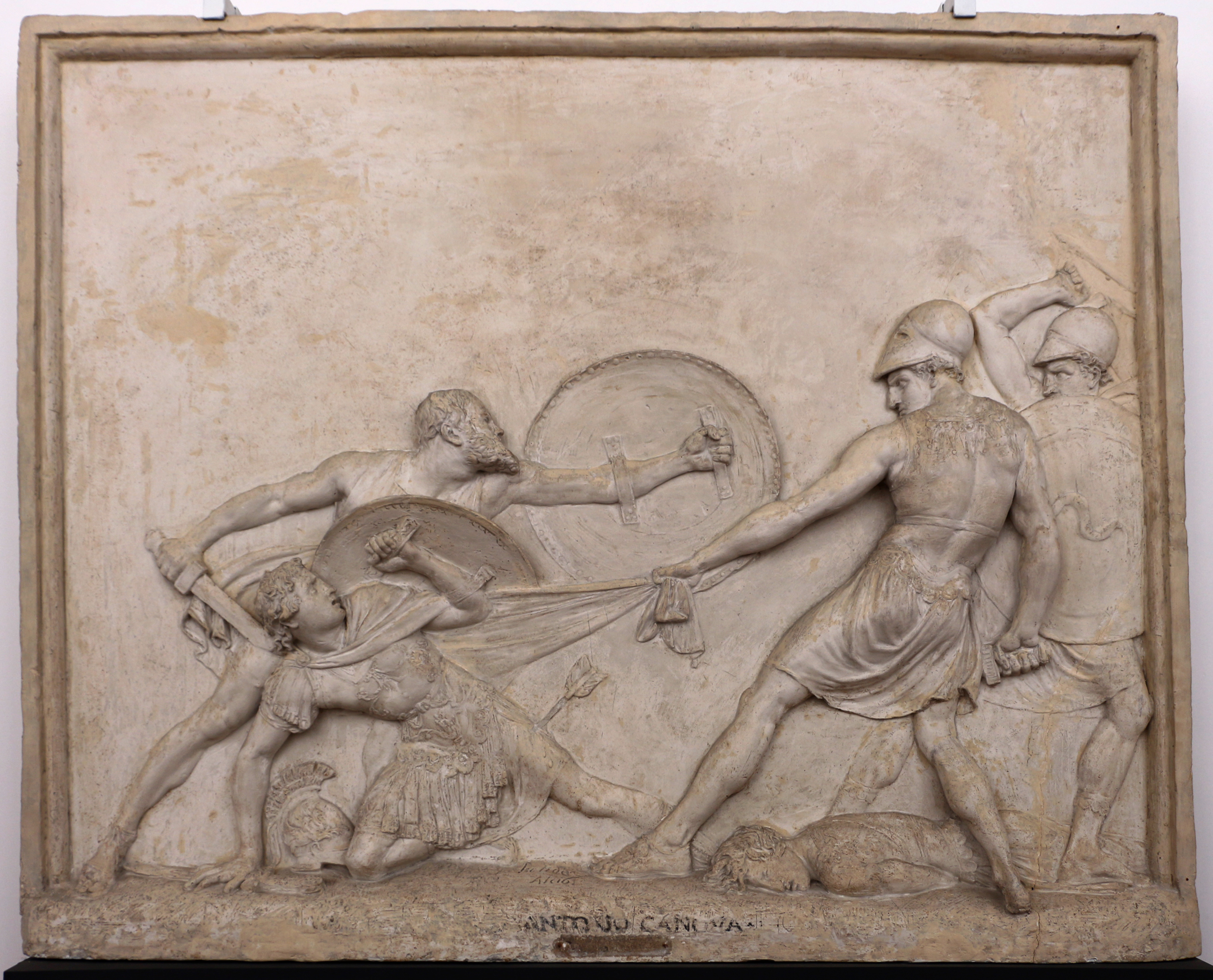
Batalha de Potideia (432 a.C.): Atenienses contra coríntios. Cena de Sócrates salvando Alcibíades. Relevo de 1797. De acordo com Platão, Sócrates participou da Batalha de Potideia, da retirada da Batalha de Délio e da batalha de Anfípolis (422 aC)

#### Amor
Em O Banquete, de Platão, Sócrates revela que foi a sacerdotisa Diotima de Mantinea que o iniciou nos conhecimentos e na genealogia do amor. As ideias de Diotima estão na origem do conceito socrático-platônico do amor (escada do amor). Também em O Banquete, no discurso de Alcibíades se descreve o amor entre Sócrates e Alcibíades.

#### Conhecimento
Sócrates dizia que sua sabedoria era limitada à sua própria ignorância. Segundo ele, a verdade, escondida em cada um de nós, só é visível aos olhos da razão (daí a célebre frase "Só sei que nada sei"!). Ele acreditava que os erros são consequência da ignorância humana. Nunca proclamou ser sábio. A intenção de Sócrates era levar as pessoas a conhecerem seus desconhecimentos ("Conhece-te a ti mesmo"). Através da problematização de conceitos conhecidos, daquilo que se conhece, percebem-se os dogmas e preconceitos existentes.

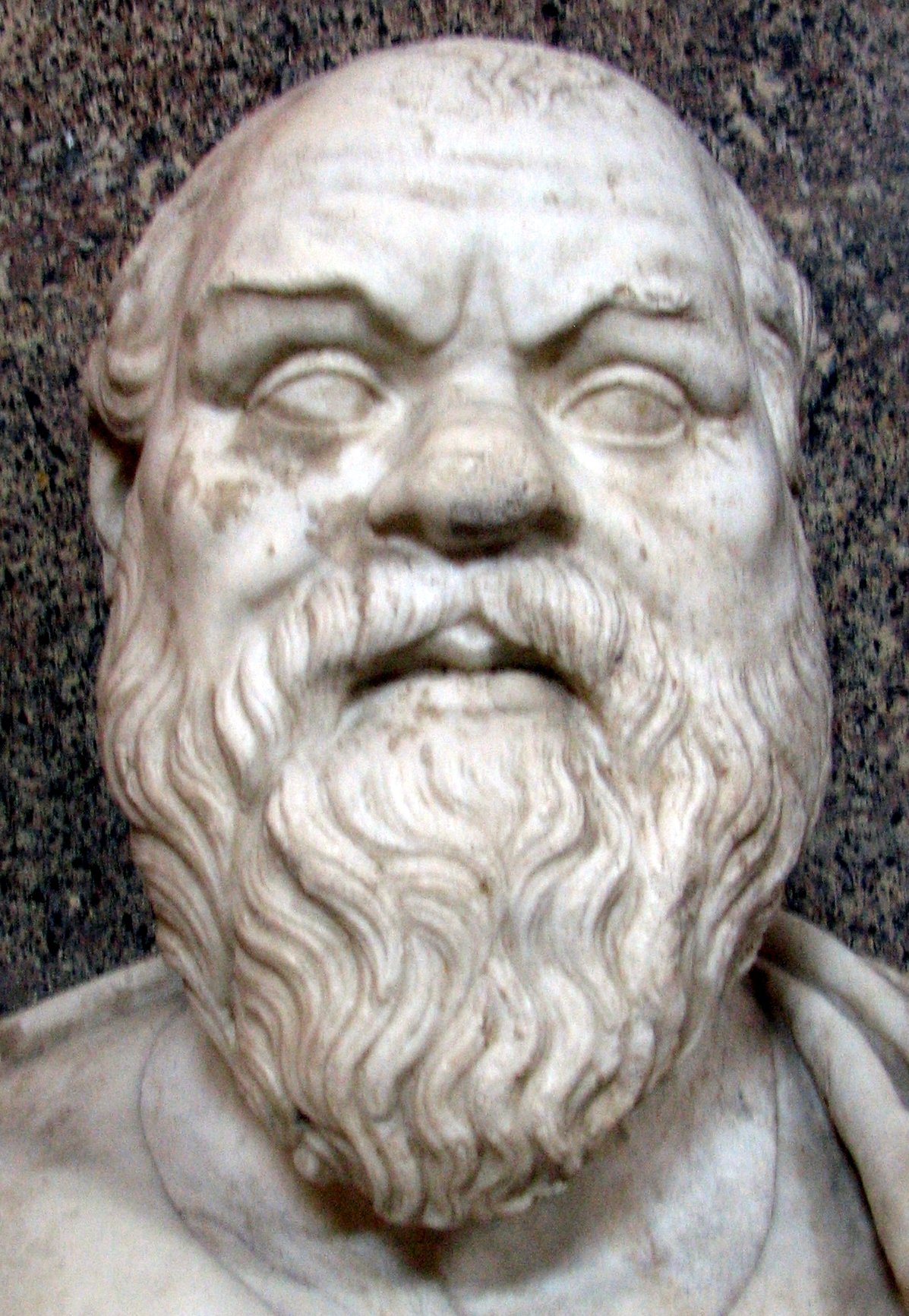
Busto de Sócrates no Museu do Vaticano.

#### Virtude
O estudo da virtude se inicia na chamada ética das virtudes com Sócrates, para quem a virtude é o fim da atividade humana e se identifica com o bem que convém à natureza humana.
Sócrates acreditava que o melhor modo para as pessoas viverem era se concentrando no próprio desenvolvimento ao invés de buscar a riqueza material. Convidava outros a se concentrarem na amizade e em um sentido de comunidade, pois acreditava que esse era o melhor modo de se crescer como uma população. Suas ações são provas disso: ao fim de sua vida, aceitou a sentença de morte quando todos acreditavam que fugiria de Atenas, pois acreditava que não podia fugir de sua comunidade. Acreditava que os seres humanos possuíam certas virtudes, tanto filosóficas quanto intelectuais. Dizia que a virtude era a mais importante de todas as coisas.

#### Política
Diz-se que Sócrates acreditava que as ideias pertenciam a um mundo que somente os sábios conseguiam entender, fazendo com que o filósofo se tornasse o perfeito governante para um Estado. Opunha-se à democracia aristocrática que era praticada em Atenas durante sua época; essa mesma ideia surge nas Leis de Platão, seu discípulo. Sócrates acreditava que, ao se relacionar com os membros de um parlamento, a própria pessoa estaria fazendo-se hipócrita.
O Sócrates também foi a favor de uma burocracia eleita, em detrimento de uma burocracia por sorteio:
[Foi] considerado que esta forma de nomeação de magistrados [isto é, as eleições] também foi mais democrático do que o vazamento de lotes, uma vez que, no âmbito do plano de eleição por sorteio, oportunidade decidiria a questão e os partidários da oligarquia, muitas vezes, obtêm os escritórios; Considerando que, no âmbito do plano de selecionar os homens dignos, as pessoas têm, em suas mãos, o poder de escolher aqueles que estavam mais ligados à constituição existente.
[Sócrates] ensinou aos seus companheiros a desprezar as leis estabelecidas insistindo na loucura de nomeação de funcionários públicos por sorteio, quando nenhum iria escolher um piloto ou construtor ou flautista por sorteio, nem qualquer outro artesão de trabalho em que os erros são muito menos desastrosos do que erros na arte de governar.

#### Paradoxo Socrático
Os "paradoxos socráticos" são posições éticas defendidas por Sócrates que vão contra (para) a opinião (doxa) comum. Os principais paradoxos são:
1. "A virtude é um conhecimento";
2. "Ninguém faz o mal voluntariamente";
3. "As virtudes constituem uma unidade";
4. "É preferível sofrer injustiça do que cometê-la" (Górgias 469 b-c) ou "jamais se deve responder à injustiça pela injustiça, nem fazer mal a outrem, nem mesmo àquele que nos fez mal" (Críton 49 c-d).

Sócrates afirmava que "Ninguém faz o mal voluntariamente, mas por ignorância, pois a sabedoria e a virtude são inseparáveis.".